# Communauté de communes du Pays de Souillac Rocamadour
La communauté de communes du Pays de Souillac Rocamadour était une communauté de communes française, située dans le département du Lot et la région Midi-Pyrénées.
Elle a été regroupée à partir du 1er janvier 2015 dans la nouvelle communauté de communes Causses et vallée de la Dordogne (CAUVALDOR).

## Histoire
Depuis le 1er janvier 2010, la commune de Rocamadour a rejoint la communauté de communes du Pays de Souillac qui se nomme désormais communauté de communes du Pays de Souillac Rocamadour.
Depuis le 1er janvier 2013, les communes de Calès, Lamothe-Fénelon, Loupiac, Masclat, Nadaillac-de-Rouge, Payrac, Reilhaguet ont rejoint la communauté de communes du Pays de Souillac Rocamadour après la dissolution de la communauté de communes Haute Bouriane.

## Composition
La communauté de communes du pays de Souillac Rocamadour regroupait 17 communes :
| Nom                | Code Insee | Gentilé       | Superficie (km2) | Population (dernière pop. légale) | Densité (hab./km2) |
| ------------------ | ---------- | ------------- | ---------------- | --------------------------------- | ------------------ |
| Souillac (siège)   | 46309      | Souillagais   | 25,92            | 3 366 (2014)                      | 130                |
| Calès              | 46047      | Calésiens     | 34,23            | 157 (2014)                        | 4,6                |
| Lacave             | 46144      | Lacavois      | 21,19            | 280 (2014)                        | 13                 |
| Lachapelle-Auzac   | 46145      | Chapellais    | 31,34            | 782 (2014)                        | 25                 |
| Lamothe-Fénelon    | 46152      | Lamothois     | 13,99            | 281 (2014)                        | 20                 |
| Lanzac             | 46153      | Lanzacais     | 14,62            | 612 (2014)                        | 42                 |
| Loupiac            | 46178      | Loupiacais    | 12,65            | 261 (2014)                        | 21                 |
| Masclat            | 46186      | Mascladais    | 10,02            | 351 (2014)                        | 35                 |
| Mayrac             | 46337      | Mayracois     | 7,86             | 270 (2014)                        | 34                 |
| Meyronne           | 46192      | Meyronnais    | 8,04             | 286 (2014)                        | 36                 |
| Nadaillac-de-Rouge | 46209      | Nadaillacais  | 7,73             | 162 (2014)                        | 21                 |
| Payrac             | 46215      | Payracois     | 19,50            | 635 (2014)                        | 33                 |
| Pinsac             | 46220      | Pinsaguais    | 19,69            | 762 (2014)                        | 39                 |
| Reilhaguet         | 46236      | Reilhaguetois | 15,96            | 127 (2014)                        | 8                  |
| Le Roc             | 46239      | Roucanels     | 6,95             | 220 (2014)                        | 32                 |
| Rocamadour         | 46240      | Amadouriens   | 49,42            | 644 (2014)                        | 13                 |
| Saint-Sozy         | 46293      | Saint-Sozyens | 8,59             | 471 (2014)                        | 55                 |

## Administration

### Conseil communautaire
Le conseil communautaire était composé de 53 délégués issus de chacune des communes membres, répartis comme suit :
| Nombre de délégués | Communes                                                                                                   |
| ------------------ | --- |
| 13                 | Souillac                                                                                                   |
| 4                  | Lachapelle-Auzac, Pinsac                                                                                   |
| 3                  | Lanzac, Payrac, Rocamadour, Saint-Sozy                                                                     |
| 2                  | Calès, Lacave, Lamothe-Fénelon, Loupiac, Masclat, Mayrac, Meyronne, Nadaillac-de-Rouge, Le Roc, Reilhaguet |

### Présidence
La communauté de communes était présidée par Gilles Liébus.
| Période                                  | Période | Identité      | Étiquette | Qualité            |
| ---------------------------------------- | ------- | ------------- | --------- | ------------------ |
| 2007                                     | 2014    | Gilles Liébus |           | Maire de Meyronne. |
| Les données manquantes sont à compléter. |         |               |           |                    |

## Compétences
- Hydraulique
- Assainissement non collectif
- Collecte des déchets des ménages et déchets assimilés
- Traitement des déchets des ménages et déchets assimilés
- Autres actions environnementales
- Activités sociales
- Création, aménagement, entretien et gestion de zone d'activités industrielle, commerciale, tertiaire, artisanale ou touristique
- Action de développement économique (Soutien des activités industrielles, commerciales ou de l'emploi, Soutien des activités agricoles et forestières...)
- Construction ou aménagement, entretien, gestion d'équipements ou d'établissements sportifs
- Établissements scolaires
- Activités culturelles ou socioculturelles
- Constitution de réserves foncières
- Études et programmation
- Création, aménagement, entretien de la voirie
- Tourisme
- Politique du logement non social
- Politique du logement social